# Dichapetalum fructuosum
Espèce
Synonymes
- Dichapetalum oddonii De Wildeman P. P.[1]

Dichapetalum fructuosum  est une espèce de plantes à fleurs de la famille des Dichapetalaceae et du genre Dichapetalum, présente en Afrique tropicale.